# Aranguren (Spagna)
Aranguren è un comune spagnolo di 6 820 abitanti situato nella comunità autonoma della Navarra.
Fa parte dell'area metropolitana di Pamplona.